# Dochody gminy
Dochody gminy – dochodami jednostek samorządu terytorialnego są dochody własne, subwencja ogólna i dotacje celowe z budżetu państwa. 
Dochodami mogą być również środki pochodzące ze źródeł zagranicznych niepodlegające zwrotowi, środki z budżetu Unii Europejskiej oraz inne środki określone w odrębnych przepisach.
Zgodnie z Konstytucją, dochody własne gminy obejmują wszelkie dochody jednostek samorządu terytorialnego z wyjątkiem subwencji ogólnych i dotacji celowych.
Ustawa z dnia 1 października 2024 r. o dochodach jednostek samorządu terytorialnego (Dz.U. z 2024 r. poz. 1572) (do 2024 r. ustawa z dnia 13 listopada 2003 r. o dochodach jednostek samorządu terytorialnego (Dz.U. z 2024 r. poz. 356)) dzieli dochody gminy na grupy. 
- Pierwszą z nich są wpływy z ustalonych i pobieranych na podstawie odrębnych ustaw podatków. Zalicza się do niej następujące podatki:
  - Podatek od nieruchomości
  - Podatek rolny
  - Podatek leśny
  - Podatek od środków transportowych
  - Opodatkowanie w formie karty podatkowej
  - Podatek od spadków i darowizn
  - Podatek od czynności cywilnoprawnych

- Drugą grupą dochodów własnych gminy stanowią wpływy z opłat. Ustawa o dochodach j.s.t. szereguje wpływy z opłat jako:
  - a) wpływy z opłaty skarbowej,
  - b) wpływy z opłaty targowej,
  - c) wpływy z opłaty miejscowej, uzdrowiskowej i od posiadania psów
  - d) wpływy z opłaty eksploatacyjnej – w części określonej w ustawie z dnia 9 czerwca 2011 r. – Prawo geologiczne i górnicze (Dz.U. z 2023 r. poz. 633)
  - e) i z innych opłat stanowiących dochody gminy, uiszczanych na podstawie odrębnych przepisów.

Udziały w podatkach dochodowych stanowiących dochód budżetu państwa są powszechnie stosowaną formą dochodów jednostek samorządu terytorialnego, traktowaną jako metoda równoważenia budżetów samorządu terytorialnego. Stanowią one:
- 37,89%[1] wpływów z podatku dochodowego od osób fizycznych, zamieszkałych na terenie gminy, Stawka podstawowa określona w ustawie wynosi 39,34%, jednak zostaje ona pomniejszona o wskaźnik określony w ustawie, obliczany corocznie.
- 6,71% wpływów z podatku dochodowego od osób prawnych i jednostek organizacyjnych niemających osobowości prawnej, posiadających siedzibę na terenie gminy.

Ponadto, jako odrębne kategorie dochodów gminy wyróżniamy: dochody uzyskiwane przez jednostki budżetowe gmin oraz wpłaty od zakładów budżetowych i jednostek budżetowych gminy oraz odsetki od środków finansowych gminy, gromadzonych na rachunkach bankowych, dochody z majątku gminy.
Należy podkreślić, iż podstawowym dochodem własnym gmin jest podatek od nieruchomości oraz udział w podatku dochodowym od osób fizycznych. Pozostałe źródła są zdecydowanie mniej istotne, np. podatek rolny w gminach wiejskich stanowił w 2009 r. zaledwie 2,8% dochodów ogółem.